# 太田浩 (官僚)
太田 浩（おおた ひろし）は、日本の中央銀行家・金融官僚・国際公務員。金融庁国際政策管理官等を経て、保険監督者国際機構執行委員会副議長。

## 人物・経歴
福岡県北九州市出身。1992年に一橋大学商学部を卒業し、日本銀行入行。2005年日本銀行金融機構局企画役、2013年パリ事務所長。金融庁国際政策管理官を経て、2016年保険監督者国際機構執行委員会副議長に就任し、国際保険監督基準の策定等にあたる。2019年12月日本銀行金融機関局参事役。2021年第一生命ホールディングス調査部フェロー。